# Comuna Seletin, Putila
Seletin (în ucraineană Селятин, transliterat: Seleatîn) este o comună în raionul Putila, regiunea Cernăuți, Ucraina, formată din satele Halițivca, Rusca și Seletin (reședința).

## Demografie
Componența lingvistică a comunei Seletin
     Ucraineană (98,67%)
     Alte limbi (1,28%)
Conform recensământului din 2001, majoritatea populației comunei Seletin era vorbitoare de ucraineană (98,67%), existând în minoritate și vorbitori de alte limbi.